# T·J·米德尔顿
T·J·米德尔顿（英語：T. J. Middleton，1968年5月2日—），生于纽约州奧本，美国男子网球运动员，1990年成为职业球手。他曾获得温布尔登网球锦标赛混合双打亚军。他于2000年退役。